# 八寶奇兵
《八寶奇兵》（英語：They Came to Rob Hong Kong）是1989年上映的一部香港動作喜劇片，由霍耀良執導，石天、邱淑貞、吳君如和曾志偉主演。

## 劇情
匪幫首領李大東（張耀揚 飾）被女幹探常洛紅（惠英紅 飾）打至重傷，逃至廣州招攬前公安福摩斯、莊勁等七人，企圖返港進行連串械劫案。訓練期間，七人偷偷往舞廳見識，結識了黑社會頭目天九，並得悉大東的真正陰謀。此時，他們也揭發女教練是警方的臥底探員。為救女教練，七人施展混身解數，八寶盡數，合力對抗大東與其匪幫……

## 演員
- 石天 ： 福摩斯 (粵語配音：馮志輝)
- 吳君如 ： 莊勁 (粵語配音：曾慶珏)
- 曾志偉 ： 曾堅持 (粵語配音：馮永和)
- 邱淑貞 ： 童貞教練 (粵語配音：黃玉娟)
- 梅愛芳 ：
- 柏安妮 ：
- 成奎安 ： 天九哥 (粵語配音：黃子敬)
- 陳敬   ： 山雞 (粵語配音：馮志輝)
- 馮淬帆 ： 毛原則
- 錢小豪 ： 洪龍杰(粵語配音：林保全)
- 張耀揚 ： 李大東 (粵語配音：黃志成)
- 陳輝虹
- 楊雄 : 東暴徒 (粵語配音：陳欣)
- 金燕玲
- 藍潔瑛 ： May
- 劉天瑜
- 惠英紅 ： 女幹探常洛紅 (粵語配音：李司棋)
- 錢昇瑋
- 曹查理 ： 高干 (粵語配音：張炳強)
- 林華勳
- 楊菁菁
- 司馬燕
- 廖偉雄：張近榮
- 張采眉
- 羅樹淇 ： 福摩斯和莊勁兩人的長官
- 田啟文 ： 山雞手下 (粵語配音：張炳強)
- 夏國榮
- 尹相林
- 曹榮
- 蔡國強
- 譚偉民
- 曾醒光
- 衛青
- 劉崇峰
- 張榮祥
- 林志泰
- 馬玉成
- 蔡憲章
- 黃劍斌
- 凌志華

|}

## 外部連結
- 香港影庫上《八寶奇兵》的資料（繁體中文）
- Hong Kong Cinemagic網站上面《八寶奇兵（页面存档备份，存于）》的資料
- 互联网电影数据库（IMDb）上《八寶奇兵》的资料（英文）
- LoveHKFilm.com網站上面《八寶奇兵（页面存档备份，存于）》的資料